# Chandameta-Butaria
Chandameta-Butaria là một thị xã và là một nagar panchayat của quận Chhindwara thuộc bang Madhya Pradesh, Ấn Độ.

## Nhân khẩu
Theo điều tra dân số năm 2001 của Ấn Độ, Chandameta-Butaria có dân số 16.937 người. Phái nam chiếm 52% tổng số dân và phái nữ chiếm 48%. Chandameta-Butaria có tỷ lệ 71% biết đọc biết viết, cao hơn tỷ lệ trung bình toàn quốc là 59,5%: tỷ lệ cho phái nam là 77%, và tỷ lệ cho phái nữ là 64%. Tại Chandameta-Butaria, 12% dân số nhỏ hơn 6 tuổi.